# Dimmuborgir

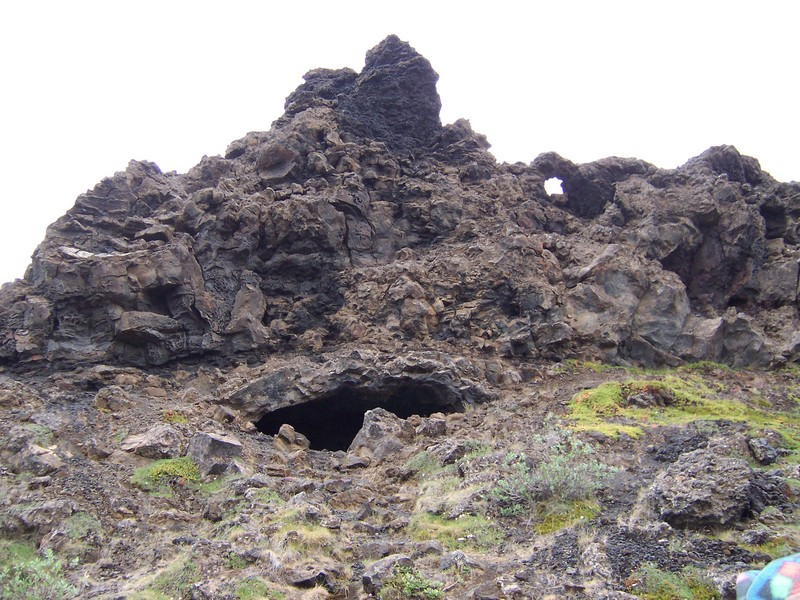
Dimmuborgir

Dimmuborgir, ungefär "den mörka staden" eller "de mörka borgarna" , är ett större lavaområde öster om Mývatn på norra Island. Här finns grottor och klippformationer som är rester av tidigare vulkanisk aktivitet. I isländsk folktro sägs Dimmuborgir vara ingången till helvetet. 

## Dimmuborgir i populärkulturen
Delar av den svenska filmen Bröderna Lejonhjärta spelades in vid Dimmuborgir.
Det norska black metal-bandet Dimmu Borgir har tagit sitt namn från platsen.